# Bartolomeu Velho

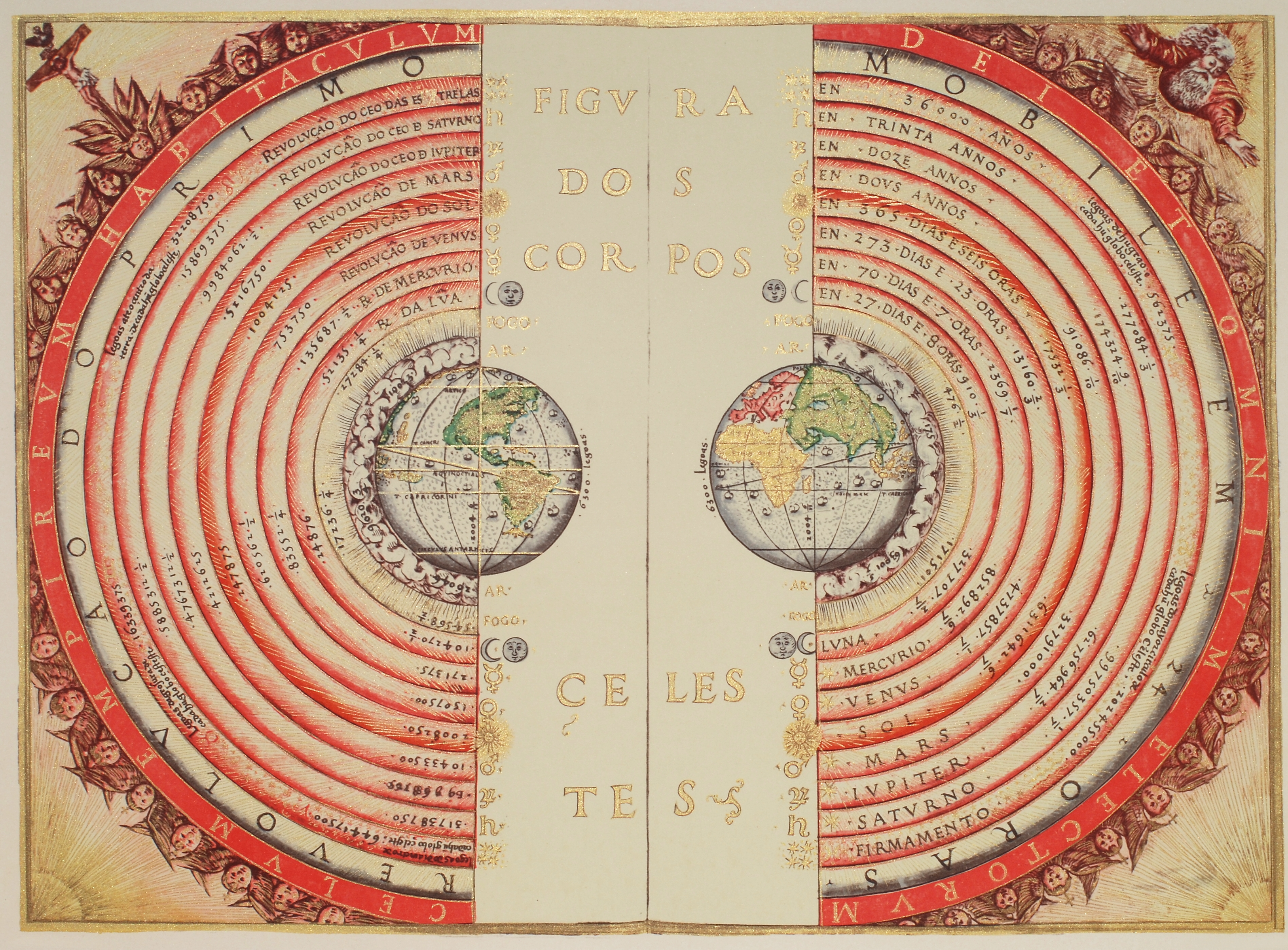
Figura dos corpos celestes - Ilustração do modelo geocêntrico ptolemaico do Universo. Retirado da obra de "Bartholomeu Velho portugues neste anno de 1568" (Bibliothèque Nationale de France, Paris).

Bartolomeu Velho (Lisboa, ? - Nantes, 1568) foi um matemático, cartógrafo e cosmógrafo português do século XVI.
Entre outras importantes obras, desenhou a Carta General do Orbe em 1561 para o rei Sebastião de Portugal.
No Brasil, além da detalhada nomenclatura geográfica e da apresentação da divisão administrativa em capitanias (eretas de 1534 a 1536), Bartolomeu Velho assinala a localização exata de sete nações indígenas, como Tupinambás, Aimorés, Tamoios, Guaranis, e localiza no interior uma misteriosa lagoa, o Alagoado Eupana, de onde partem vários rios.
Trabalhou durante muito tempo em França no seu tratado cosmográfico - «Princípio da verdadeira cosmographia e geographia unniversal de todas as terras que são descobertas : setuadas em pporções do globo : cô todas suas distancias e alturas comforme aos navegantes», publicado em Paris no ano da sua morte.